# Sistema judicial de Israel
El Poder Judicial de Israel es una rama independiente del gobierno que incluye tanto a las cortes civiles como a las cortes religiosas (Beth Din).

## Cortes civiles

### Corte Suprema
Ubicada en Jerusalén, funciona como una corte de apelaciones. También sirve como corte suprema en tanto tribunal de primera instancia, generalmente en asuntos relacionados con la legalidad de las decisiones de autoridades del Estado.

### Cortes de distrito
Las Cortes de Distrito en Israel sirven como tribunales de apelación y como cortes de primera instancia en algunos casos (por ejemplo, asuntos inmobiliarios). En el 2007 existían seis cortes de distrito:
- Jerusalén
- Tel Aviv-Yafo
- Haifa
- Nazaret
- Región Central (Petah Tikva)
- Beerseba

### Cortes de Distrito para Asuntos Administrativos
Adyacente a cada Corte de Distrito funciona una Corte de Distrito para Asuntos Administrativos, en las que se pueden iniciar peticiones en contra de ramas del gobierno.

### Cortes Magistradas
También llamadas "Cortes de Paz", la Cortes Magistradas sirven como tribunales de primera instancia para demandas civiles de hasta dos millones de shékels. Existen 30 cortes magistradas.

### Cortes para Pequeñas Demandas
Adyacentes a cada Corte Magistrada funciona una corte para pequeñas demandas, las que reciben demandas de hasta 18.000 shékels (unos 4500 dólares). Estas cortes no siguen el proceso estándar de presentación de evidencias, aunque extensas presentaciones escritas y documentación a la hora de presentar una demanda. Estas cortes emiten veredictos hasta siete días después del juicio.

### Cortes Laborales
Existen cinco Cortes Laborales en Israel, que actúan como tribunal de primera instancia, y una Corte Laboral Nacional en Jerusalén que funciona como tribunal de apelaciones y como corte de primera instancia en casos de importancia nacional. Tiene jurisdicción exclusiva sobre casos que tratan sobre las relaciones empleado-empleador, pre-empleo, post-empleo, huelgas y disputas gremiales, así como demandas contra el Instituto Nacional del Seguro relacionadas al trabajo.
En cuestiones civiles, las Cortes Laborales no están supeditadas a las reglas de evidencia. La mayoría de los casos son juzgados por un panel de tres personas, incluyendo un juez, un representante de la patronal y un representante de los empleados.
Estos representantes han sido criticados por tener un rol demasiado pasivo en los procesos de toma de decisión de la corte.

### Corte de Almirantazgo
Todos los asuntos relacionados con el almirantazgo, marina mercante, accidentes en el mar y demás asuntos similares son juzgados por la corte de Almirantazgo, ubicada en Haifa, y con jurisdicción nacional.

## Cortes Religiosas Judías
Las autoridades religiosas están bajo el control de la Oficina del primer ministro y el Rabinato Central de Israel. El Rabinato se encarga de cuestiones relacionadas con la kashrut (leyes dietéticas judías), casamientos, certificación de los rabinos locales, y otros asuntos relacionados con la ley y costumbre religiosas judías. La Autoridad de Servicios Religiosos de la Oficina del primer ministro tiene la responsabilidad de proveer los fondos para las instituciones religiosas judías, así como para los concejos regionales religiosos. Además, la Oficina del primer ministro provee el marco de para el funcionamiento de los "batei din" especiales que tratan los casos de conversión al Judaísmo (guiur). Las Cortes Rabínicas, cuyos dayanim ("jueces") son elegidos por un comité presidido por el Ministro de Justicia, tienen jurisdicción sobre los asuntos relacionados con la disolución de matrimonios judíos. Esto significa que una pareja judía solo puede obtener un divorcio a través de una Corte Rabínica. Sin embargo, si una demanda por asuntos civiles relacionados con el divorcio (como por ejemplo tenencia de hijos, apoyo monetario, distribución de la propiedad, etc.) es presentada en una corte civil antes de que el expediente de divorcio sea abierto en una Corte Rabínica, entonces todos los asuntos relacionados con la disolución del matrimonio serán tratados por un Tribunal de Familia laico. Si, por el contrario, uno de los cónyuges iniciase una acción en la Corte Rabínica (incluyendo un pedido de reconciliación matrimonial), la Corte Rabínica asumirá que todas las demás demandas son parte de la demanda de divorcio principal, y las partes pueden encontrarse frente a un dictamen emitido en términos de la Halajá (ley religiosa judía) y no de acuerdo a las leyes civiles.

## Cortes religiosas no judías

### Islam
Las otras religiones centrales en Israel, como el islam y el cristianismo, están supervisadas por sus propios organismos religiosos oficiales (aunque los jueces kadis musulmanes y drusos son también elegidos por la Knéset), los cuales tienen judidicciones similares sobre sus congregantes a las de las cortes religiosas judías. Una de las excepciones se da en el caso de las cortes religiosos musulmanes, las cuales tienen un mayor control sobre los asuntos de familia, resultado de la aplicación del principio de statu quo, que continúa acuerdos obtenidos en su momento con el Mandato Británico en Palestina antes del establecimiento del Estado de Israel en 1948.

### Catolicismo
Entre las implicancias de la jurisdicción sobre asuntos familiares que las cortes religiosas tienen sobre sus congregantes en Israel, se encuentra la imposibilidad por parte de los miembros de la comunidad católica de obtener un divorcio, ya que el mismo no existe en el marco de su normativa religiosa.

## Cortes Militares
La Corte Militar de Apelaciones de Israel es el máximo órgano judicial en las Fuerzas de Defensa de Israel, e incluye a los tribunales militares regionales y especiales. Las cortes militares se encarga de casos regulares, como faltas disciplinarias de los soldados. Desde 1967, con la ocupación israelí de Gaza y Cisjordania, se encarga de casos presentados en contra de insurgentes, terroristas, saboteadores y fabricantes de bombas palestinos. Un promedio de 10 000 palestinos son detenidos y procesados anualmente por estas cortes. Según Yesh Din  Archivado el 2 de mayo de 2010 en Wayback Machine., una organización israelí de monitoreao de los derechos humanos, el porcentaje de absoluciones del 2006 fue del 0.29%.